# Linia kolejowa nr 388
Linia kolejowa nr 388 Konin – Pątnów (od 2013 Ciąg bocznicowy Konin – Pątnów, tor 1P) – niezelektryfikowana jednotorowa linia kolejowa znaczenia miejscowego o długości 9,213 km. Do 1996 roku linia prowadziła do Kazimierza Biskupiego (długość 14,226 km). W połowie 1974 roku na linię wyjechał pierwszy rozkładowy pociąg osobowy, a ruch pasażerski utrzymał się do maja 1996 roku. Od tego czasu na linii występuje tylko sporadyczny ruch towarowy. W założeniach linia miała połączyć dzielnice przemysłowe Konina z centrum miasta. W 2013 wykreślona z wykazu linii kolejowych PKP PLK i przekształcona w ciąg bocznicowy Konin – Pątnów, tor 1P.

## Przebieg linii
Linia kolejowa nr 388 zaczynała się na stacji Konin, gdzie odbijała w lewo od linii nr 3. Następnie równolegle do drogi krajowej nr 25, biegła na północ w pobliżu Elektrowni Konin, skręcała w kierunku zachodnim, po czym kończyła się za przystankiem Pątnów, na północ od jeziora Gosławskiego. Od około 6 kilometra linii, równolegle biegną tory zelektryfikowanych Kolei Górniczych KWB Konin, które mają wspólny punkt zdawczo-odbiorczy na posterunku odgałęźnym Przesmyk-Gaj. Do 1996 roku linia mijała wiadukt Magistrali Lubstowskiej, Elektrownię Pątnów i ponownie zmieniała kierunek na północny, kończąc swój bieg w Kazimierzu Biskupim.
Linia znajdowała się w całości na terenie miasta Konin. Do 1996 roku przebiegała przez dwie gminy: Konin i Kazimierz Biskupi oraz trzy miejscowości – Konin, Olszowe i Kazimierz Biskupi. Cała linia leżała na terenie mezoregionu Pojezierze Gnieźnieńskie.

## Charakterystyka techniczna
Linia na całej swej długości była jednotorowa z rozstawem szyn wynoszącym 1435 mm i podlegała pod oddział regionalny w Poznaniu. Prędkość drogowa do 1,618 kilometra linii wynosiła 40 km/h, na pozostałym odcinku ograniczono ją do 30 km/h. Ponadto na linię nałożone były ograniczenia jej użytkowania – korzystanie z linii niemożliwe było od poniedziałku do piątku w godzinach 0:01-6:00 i 22:00-24:00, w soboty w godzinach 0:01-6:00 i 18:00-24:00 oraz cały dzień w niedzielę. Klasa linii miała oznaczenie kodowe C3, czyli maksymalny nacisk osi wynosił 196 kN/oś (20,0 t/oś), natomiast maksymalny nacisk liniowy – 71 kN/m (7,2 t/m). Linia nie była wyposażona w elektromagnesy samoczynnego hamowania pociągu (SHP).
| Kilometraż            | Kilometraż | Prędkość |
| od                    | do         | tor 1    |
| --------------------- | ---------- | -------- |
| -0,163                | 1,618      | 40 km/h  |
| 1,618                 | 9,050      | 30 km/h  |
| Stan na 1 lutego 2011 |            |          |

## Historia
Historia kolei Konin – Kazimierz Biskupi sięga lat 20. XX wieku, kiedy to Konin otrzymał wąskotorowe połączenie z Anastazewem i Sompolnem. Linia kolejowa Anastazewo – Konin Wąskotorowy została wybudowana dzięki staraniom włodarzy Cukrowni Gosławice w 1912 roku, jednak dopiero podczas I wojny światowej niemieckie wojsko przedłużyło linię do ówczesnej podkonińskiej wsi Czarków. Była to jednotorowa linia pasażersko-towarowa, użytkowana do 1965 roku, kiedy to, na odcinku Jabłonka Słupecka – Konin Wąskotorowy, Kopalnia Węgla Brunatnego Konin rozpoczęła rozbiórkę torów pod odkrywkę Kazimierz Południe.
W latach 50. i 60. XX wieku w północnej części Konina powstały cztery duże zakłady przemysłowe: Elektrownie Konin i Pątnów I, Huta Aluminium Konin oraz Konińskie Zakłady Naprawcze Przemysłu Węgla Brunatnego. W związku ze znacznym oddaleniem przemysłu od osiedli mieszkaniowych, Konin stanął przed problemem przewozu pracowników do miejscowości Gosławice i Pątnów, które w 1976 roku zostały włączone w granice miasta.
W 1971 roku rozpoczęto przygotowania do budowy linii kolejowej z głównej stacji, w kierunku północnym, przez miejscowości Gosławice i Pątnów do Kazimierza Biskupiego. Przedłużono wtedy tunel pod linią nr 3 do nowo powstałego peronu trzeciego, z którego miały odjeżdżać pociągi na północ regionu. W tym samym czasie wzniesiono także lokomotywownię działającą na potrzeby nowej linii. Pierwsze planowe pociągi do Kazimierza Biskupiego odjechały 26 maja 1974 roku.
W latach 1996–2000 planowano zelektryfikować linię, jednak z uwagi na zamknięcie jej dla ruchu pasażerskiego w 1995 roku, plany te porzucono. Inną niezrealizowaną inwestycją miało być przedłużenie linii na północ w kierunku Kleczewa i dalej do Orchowa.
Ostatnim planowym pociągiem pasażerskim był skład relacji Kazimierz Biskupi – Konin, odjeżdżający z Kazimierza dnia 27 maja 1995 roku o godzinie 14:10. W rozkładzie jazdy 1995/1996, znajdują się dwa połączenia, jednak często były one odwoływane.
W czerwcu 1999 roku, z okazji VII Pielgrzymki Jana Pawła II do Polski uruchomiono po torach linii kolejowej 388 i Magistrali Lubstowskiej pociągi osobowe relacji Konin – Licheń Stary, które dowoziły pielgrzymów do Bazyliki Matki Bożej Bolesnej Królowej Polski. Utworzenie połączenia było możliwe dzięki porozumieniu PKP PLK i KWB Konin.

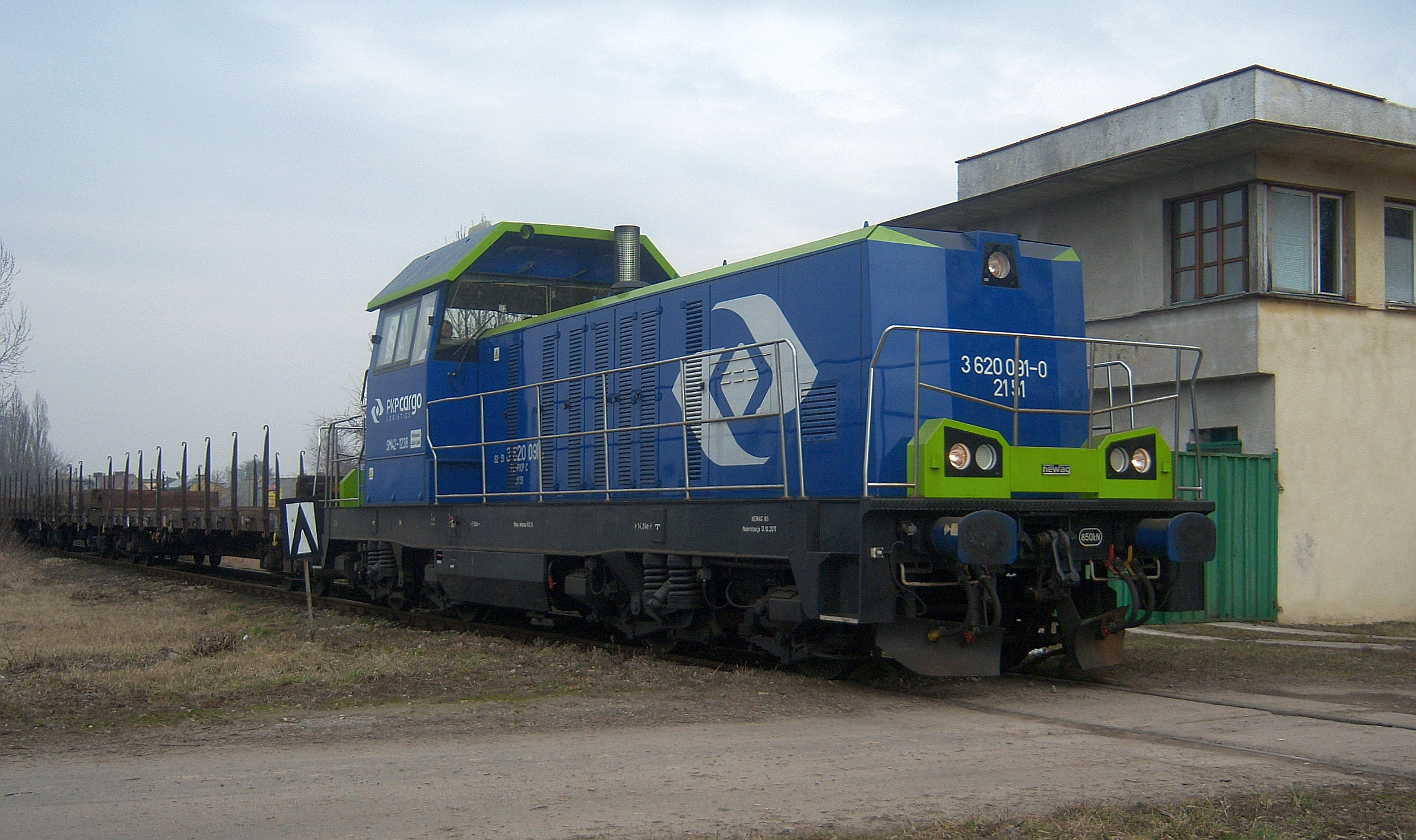
SM42-1238 spółki PKP Cargo mijająca przystanek w Malińcu

Według opublikowanego 29 kwietnia 2013 roku wykazu linii kolejowych PKP PLK, linia 388 została wykreślona z listy D29. Torowisko po linii zostało przekształcone w ciąg bocznicowy Konin – Pątnów, tor 1P.
22 lipca 2013 roku PKP S.A. ogłosiło przetarg na rozbiórkę ponad 1000 obiektów kolejowych. Wśród nich znalazły się także przystanki leżące na linii. Miesiąc później ogłoszono wyniki licytacji elektronicznej, którą w województwie wielkopolskim wygrał Zakład Budowlany Marian Michalak. W 2014 zlikwidowano perony stacji Kazimierz Biskupi oraz przystanku Pątnów Elektrownia, a w styczniu 2015 rozebrano torowisko na odcinku Pątnów – Kazimierz Biskupi oraz zlikwidowano perony przystanku Pątnów.

### Rozkład jazdy
W początkowym okresie funkcjonowania, czyli w 1974 roku linia obsługiwała 12 par pociągów pasażerskich w pełnej relacji oraz 5 par pociągów w skróconej relacji Konin – Maliniec. W roku 1985 linia obsługiwała 14 par pociągów. 10 lat później (1995) były to tylko 4 pary, natomiast w 1996 roku, ostatnim roku funkcjonowania linii w ruchu pasażerskim, 2 pary.

#### Liczba par pociągów
| Rok  | Liczba par pociągów |        |
| ---- | ------------------- | ------ |
| 1974 | 17                  | [ 26 ] |
| 1985 | 14                  | [ 27 ] |
| 1995 | 4                   | [ 17 ] |
| 1996 | 2                   | [ 18 ] |

Czas przejazdu wynosił od 28 do 47 min; przeważnie było to około 30 min. Dla porównania, obecne czasy przejazdu autobusów PKS na linii o podobnym przebiegu (Konin, D.K. – Gosławice – Kazimierz Biskupi) wynoszą 22–23 minuty, natomiast MZK Konin obsługuje podobną trasę w około 32 minuty.

## Infrastruktura

### Rozgałęzienie
| Stacja       | Schemat | Linie i kierunki                |
| ------------ | ------- | ------------------------------- |
| stacja Konin |         | 3 Kunowice – Warszawa Zachodnia |

### Punkty eksploatacyjne
|  | Punkt czynny       |
|  | Punkt nieczynny    |
|  | Punkt zlikwidowany |

| Rodzaj i nazwa                                           | Zdjęcie | Liczba krawędzi peronowych | Infrastruktura | Źródło |
| -------------------------------------------------------- | ------- | -------------------------- | --- | ------ |
| stacja kolejowa Konin                                    |         | 6                          | nastawnie (Kn, Kn2) rampa przejście podziemne wieża wodna (obecnie galeria sztuki)                                                                          | [ 30 ] |
| przystanek osobowy Konin Niesłusz                        |         | 3                          | wiata peronowa (rozebrana) nastawnia (rozebrana) rampa | [ 31 ] |
| przystanek osobowy Konin Marantów                        |         | 2                          | wiata peronowa (rozebrana) | [ 32 ] |
| punkt zdawczo-odbiorczy (d. przystanek osobowy) Maliniec |         | 2                          | wiata peronowa (rozebrana) nastawnia punkt zdawczo-odbiorczy FUGO–Maliniec                                                                                  | [ 33 ] |
| posterunek odgałęźny Konin Elektrownia                   |         | 0                          | nastawnia (rozebrana) bocznice do Lafarge Cement i Elektrowni Konin                                                                                         | [ 34 ] |
| przystanek osobowy Gosławice                             |         | 2                          | wiata peronowa (rozebrana) nastawnia (rozebrana) | [ 35 ] |
| punkt zdawczo-odbiorczy (d. przystanek osobowy) Pątnów   |         | 1                          | wiata peronowa (rozebrana) nastawnie (jedna to dom mieszkalny; druga, w okręgu Pm, zdewastowana) punkt zdawczo-odbiorczy na Magistralę Lubstowską KWB Konin | [ 36 ] |
| przystanek osobowy Pątnów Elektrownia                    |         | 1                          | wiata peronowa (rozebrana) nastawnia (zdewastowana) | [ 37 ] |
| stacja kolejowa Kazimierz Biskupi                        |         | 2                          | budynek stacyjny (obecnie dom mieszkalny) wiata peronowa (rozebrana)                                                                                        | [ 25 ] |
| [ 38 ]                                                   |         |                            | |        |